# Kašylawa
Kašylawa (früher auch Koszyłowo, belarussisch Кашылава, polnisch Koszyłowo; russisch Кошилово) ist ein belarussisches Dorf 23 km nördlich von Brest mit 122 Einwohnern (2019).

## Geschichte

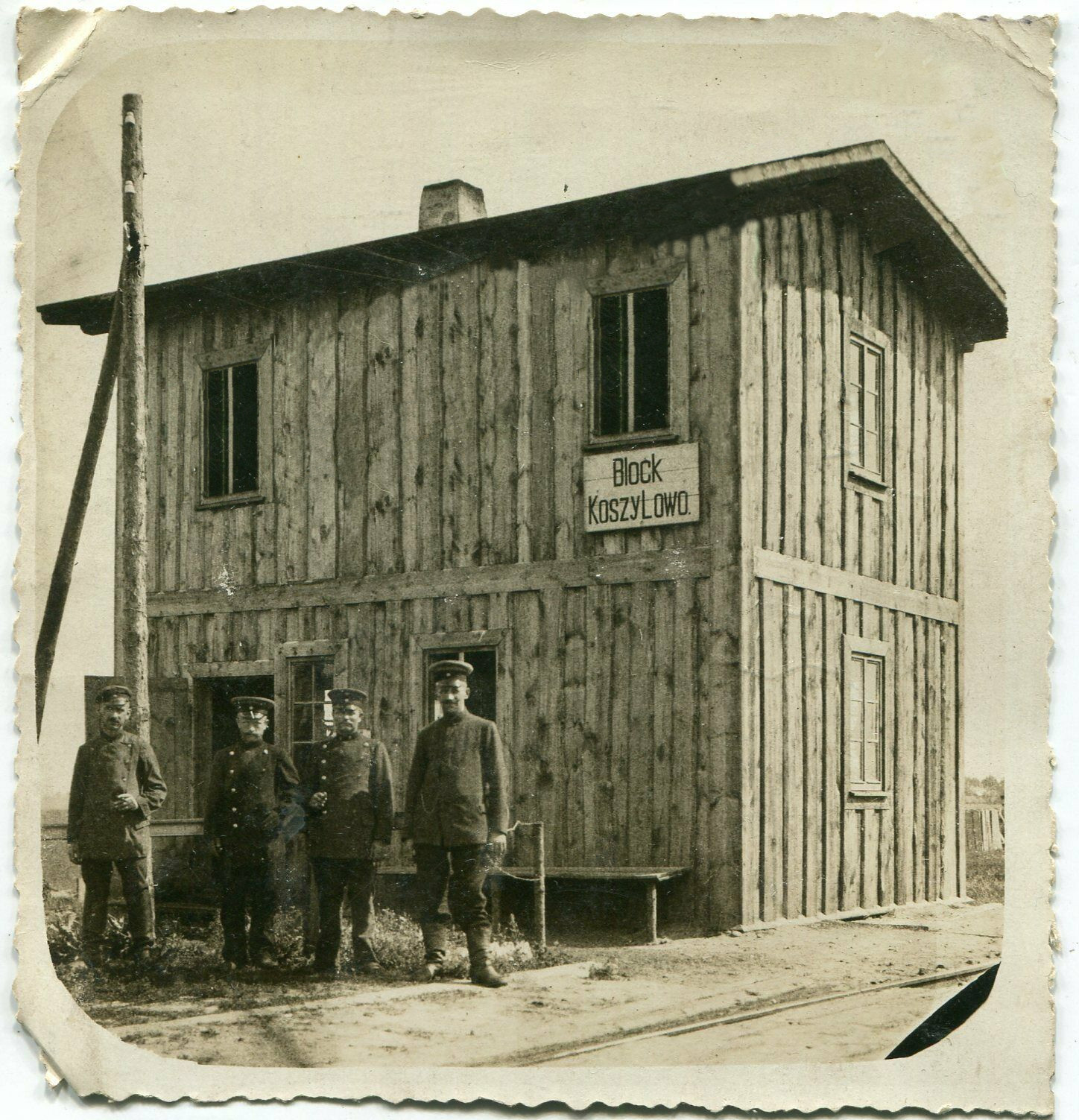
Blockstelle Koszyłowo einer Feldbahn während des Ersten Weltkriegs

Die Gegend war schon in der Antike besiedelt, wovon ein 1,5 Kilometer westlich des Dorfes gelegener Grabhügel zeugt, der von archäologisch untersucht wurde.
Im 19. Jahrhundert war der Ort das Zentrum des gleichnamigen, privaten Gutshofes. 1870 gehörte das Gut Herrn Karczewski (belarussisch пану Карчэўскаму).
Um 1905 befand sich das Dorf im Selsawet Lyschtschyzy des Bezirks Brest des Gouvernements Grodno. Nach dem Friedensvertrag von Riga von 1921 war es ein Teil Polens, bis zum 18. April 1928 in der Gemeinde Lyschtschyki (polnisch Łyszczyce) des Bezirks Brest der Woiwodschaft Polesien und danach in der Gemeinde Matykaly (polnisch Motykały). Unweit des Dorfzentrums gab es zwei Höfe und eine Mühle.
Seit 1939 ist es Teil der Weißrussischen Sozialistischen Sowjetrepublik. 12 Menschen fielen von 1941 bis 1945 im Deutsch-Sowjetischen Krieg. 1949 wurde die Kolchose „Roter Stern“  (belarussisch «Чырвоная зорка») organisiert, die 41 Höfe umfasste.

## Bevölkerungsentwicklung
Die Bevölkerung hat sich während des 20. Jahrhunderts von etwa 300 auf ein Drittel reduziert und steigt inzwischen wieder leicht an.